# Women’s Premier Ice Hockey League 1996/97
Die Saison 1996/97 war die 15. Austragung der höchsten englischen Fraueneishockeyliga, der Women’s Premier Ice Hockey League. Die Ligadurchführung erfolgt durch die English Ice Hockey Association, den englischen Verband unter dem Dach des britischen Eishockeyverbandes Ice Hockey UK. Der Sieger erhielt den Chairman’s Cup.
Die Scorpions aus Sunderland konnten ihren Titel verteidigen.

## Modus
Zunächst spielten alle Mannschaften eine einfache Runde mit Hin- und Rückspiel. Die vier Besten erreichten das Halbfinale.

## Hauptrunde
| Platz | Mannschaft               | Spiele | S  | U | N  | SM  | Tore   | Punkte |
| ----- | ------------------------ | ------ | -- | - | -- | --- | ------ | ------ |
| 1.    | Sunderland Scorpions (M) | 14     | 14 | 0 | 0  | 128 | 102:9  | 28     |
| 2.    | Bracknell Queen Bees     | 14     | 10 | 1 | 3  | 78  | 72:25  | 21     |
| 3.    | Swindon Topcats          | 14     | 8  | 2 | 4  | 88  | 48:31  | 18     |
| 4.    | Telford Wrekin Raiders   | 14     | 6  | 1 | 7  | 50  | 32:39  | 13     |
| 5.    | Guildford Lightning      | 14     | 5  | 2 | 7  | 76  | 26:36  | 12     |
| 6.    | Slough Phantoms          | 14     | 4  | 3 | 7  | 119 | 43:44  | 11     |
| 7.    | Nottingham Vipers        | 14     | 3  | 1 | 10 | 90  | 26:74  | 7      |
| 8.    | Chelmsford Cobras (N)    | 14     | 1  | 0 | 13 | 93  | 18:109 | 2      |

### Beste Scorerinnen
| Spieler          | Mannschaft           | Spiele | Tore | Assists | Punkte | Straf- minuten |
| ---------------- | -------------------- | ------ | ---- | ------- | ------ | -------------- |
| Michelle Smith   | Sunderland Scorpions | 14     | 37   | 10      | 47     | 12             |
| Kim Strongman    | Bracknell Queen Bees | 14     | 16   | 10      | 26     | 2              |
| Lynsey Emmerson  | Sunderland Scorpions | 12     | 11   | 13      | 24     | 24             |
| Louise Wheeler   | Slough Phantoms      | 13     | 20   | 3       | 23     | 35             |
| Nicola Pattinson | Sunderland Scorpions | 14     | 13   | 10      | 23     | 12             |

### Beste Torhüterinnen
| Spieler      | Mannschaft           | Sp | Min | SaT | GT | GTS  |
| ------------ | -------------------- | -- | --- | --- | -- | ---- |
| Jenny Smith  | Sunderland Scorpions | 7  | 240 | 55  | 3  | 0,75 |
| Carol Gleave | Sunderland Scorpions | 9  | 357 | 112 | 5  | 0,84 |
| Karen Hare   | Bracknell Queen Bees | 5  | 225 | 62  | 9  | 1,33 |

## Final Four

### Halbfinale
| 24. Mai 1997 | Sunderland Scorpions | 3:2 (-:-, -:-, -:-) | Swindon Topcats | Kingston upon Hull |

| 24. Mai 1997 | Bracknell Queen Bees | 10:0 (-:-, -:-, -:-) | Telford Wrekin Raiders | Kingston upon Hull |

### Spiel um den 3. Platz
| 25. Mai 1997 | Swindon Topcats | 7:0 (-:-, -:-, -:-) | Telford Wrekin Raiders | Kingston upon Hull |

### Finale
| 25. Mai 1997 | Sunderland Scorpions | 3:2 n. V. (-:-, -:-, -:-, -:-) | Bracknell Queen Bees | Kingston upon Hull |

## Relegation
Der Letztplatzierte der Premier League musste in zwei Spielen gegen den Gewinner des Finales der Division I im Kampf um einen Platz in der höchsten Liga antreten. Die Solihull Vixens konnten den Gesamtvergleich für sich entscheiden und nahmen den Platz der Chelmsford Cobras ein. Die genauen Ergebnisse sind nicht bekannt.
|  | Chelmsford Cobras | -:- (-:-, -:-, -:-) | Solihull Vixens |  |

|  | Solihull Vixens | -:- (-:-, -:-, -:-) | Chelmsford Cobras |  |

## Division 1
Die Women's National Ice Hockey League ist nach der Premier League die zweite Stufe der englischen Fraueneishockeyliga. In ihr ist die Division 1 die höchste Klasse. Sie ist in zwei regionale Gruppen gegliedert.
| North                                                                                   | North               | North  | North | North  | North    | North | North | North  |
| --------------------------------------------------------------------------------------- | ------------------- | ------ | ----- | ------ | -------- | ----- | ----- | ------ |
| Platz                                                                                   | Mannschaft          | Spiele | Siege | Unent. | Niederl. | SM    | Tore  | Punkte |
| 1.                                                                                      | Solihull Vixens     | 8      | 5     | 2      | 1        | 88    | 33:13 | 121    |
| 2.                                                                                      | Kingston Diamonds   | 8      | 6     | 0      | 2        | 46    | 41:31 | 121    |
| 3.                                                                                      | Billingham Wildcats | 8      | 5     | 0      | 3        | 72    | 48:37 | 10     |
| 4.                                                                                      | Whitley Bay Squaws  | 8      | 2     | 1      | 5        | 111   | 16:44 | 5      |
| 5.                                                                                      | Sheffield Shadows   | 8      | 0     | 1      | 7        | 101   | 20:33 | 1      |
| 1 Bei Punktgleichheit entschied das Spiel gegeneinander oder das bessere Torverhältnis. |                     |        |       |        |          |       |       |        |

| South                                              | South                     | South  | South | South  | South    | South | South  | South  |
| -------------------------------------------------- | ------------------------- | ------ | ----- | ------ | -------- | ----- | ------ | ------ |
| Platz                                              | Mannschaft                | Spiele | Siege | Unent. | Niederl. | SM    | Tore   | Punkte |
| 1.                                                 | Romford Nighthawks        | 10     | 7     | 2      | 1        | 102   | 49:014 | 16     |
| 2.                                                 | Cardiff Comets            | 10     | 7     | 1      | 2        | 85    | 79:017 | 15     |
| 3.                                                 | Basingstoke Bisons Ladies | 10     | 7     | 0      | 3        | 245   | 59:017 | 14     |
| 4.                                                 | Oxford                    | 10     | 4     | 2      | 4        | 30    | 42:027 | 10     |
| 5.                                                 | Medway                    | 10     | 1     | 1      | 8        | 67    | 20:086 | 3      |
| 6.                                                 | Haringey                  | 10     | 1     | 0      | 91       | 83    | 17:105 | 2      |
| 1 In der Quelle wird fälschlicherweise 7 angegeben |                           |        |       |        |          |       |        |        |

Finalrunde
In einem Finalturnier wurde unter den jeweils beiden Besten der beiden Gruppen um den Sieg in der Division 1 gespielt. 
|  | Kingston Diamonds | 5:2 (-:-, -:-, -:-) | Romford Nighthawks |  |

|  | Solihull Vixens | 2:0 (-:-, -:-, -:-) | Cardiff Comets |  |

Spiel um Platz 3
|  | Romford Nighthawks | 3:2 (-:-, -:-, -:-) | Cardiff Comets |  |

Finale
|  | Solihull Vixens | 5:0 (-:-, -:-, -:-) | Kingston Diamonds |  |